# Eine starke Frauengeschichte – 500 Jahre Reformation

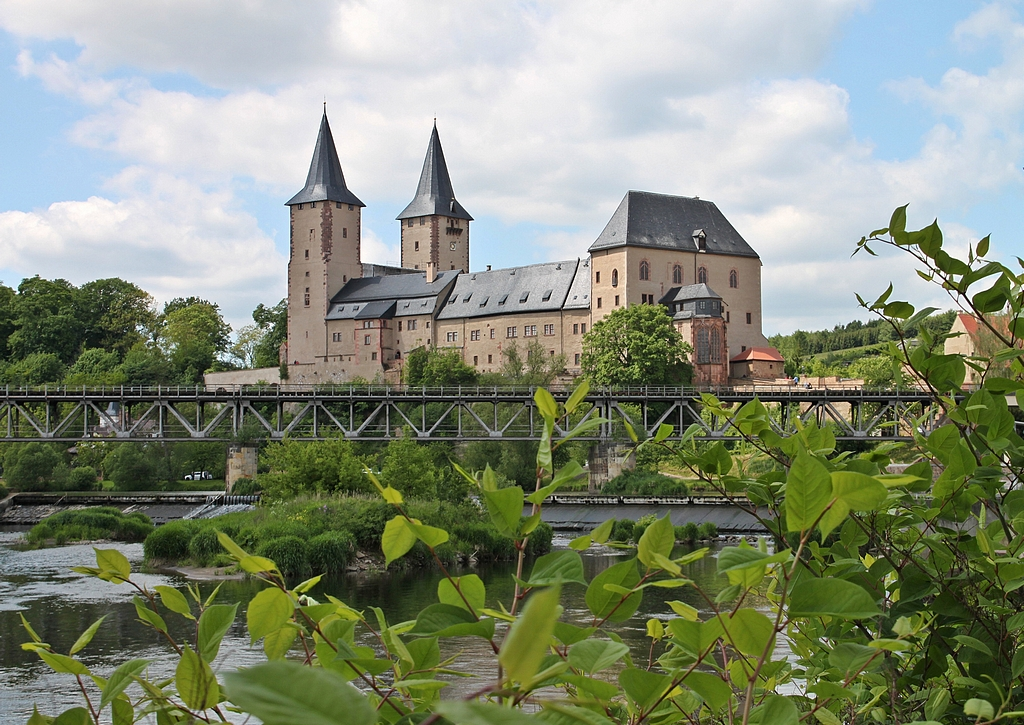
Schloss Rochlitz, Ansicht von Südosten

Eine starke Frauengeschichte – 500 Jahre Reformation (Eigenschreibweise: Eine STARKE FRAUENgeschichte) ist der Titel einer Sonderausstellung der Staatlichen Schlösser, Burgen und Gärten Sachsen gGmbH auf Schloss Rochlitz und fand im Rahmen der Luther-Dekade 2007–2017 statt.

## Inhalt
In der Sonderausstellung standen im Mittelpunkt reformatorisch engagierte Frauen und mit ihnen die oft vergessene weibliche Seite im Weltereignis Reformation. Die Rochlitzer Ausstellung dokumentiert erstmals in dieser Form Lebenswege und Lebenswelten von Frauen im Reformationszeitalter. Damit soll das gängige Bild von der Reformation als einem vor allem männlichen Ereignis aufgebrochen werden. Im Mittelpunkt stehen die Kämpfe um weibliche und religiöse Selbstbehauptung ebenso wie die weiblichen Anteile am Ringen der Zeit. Einzelschicksale ausgewählter Frauen markieren beispielhaft die existenziellen Wandlungen jener Jahre. Vom „Frauenzimmer“ bis zum neuen Eherecht werden die Lebenswelten von Frauen thematisiert. Am Ende der Reformationsphase verfestigten sich neue Rollenbilder von Mann und Frau, deren Wirkungsmacht die Ausstellung bis in die Gegenwart verfolgt.
Gleichzeitig lebte und wirkte zwischen 1537 und 1547 eine der auffälligsten Frauen der Reformationszeit in Rochlitz: Herzogin Elisabeth von Hessen (gen. Elisabeth von Rochlitz), die in ihrem Wittum Rochlitz 1537/38 gegen den Willen des Landesherrn, Herzog Georgs des Bärtigen, die Reformation durchsetzte, dem Schmalkaldischen Bund beitrat und sich als eine Schaltstelle dieses evangelischen Fürstenbundes etablierte. Anknüpfend an dieses historische Geschehen wird die schillernde Persönlichkeit Herzogin Elisabeths zum Anker der Ausstellung.

## Ausstellungsdaten
Die Ausstellung eine STARKE FRAUENgeschichte – 500 Jahre Reformation fand vom 1. Mai bis zum 31. Oktober 2014 u. a. in den Ausstellungsräumen: Tafelstube, Amtsstube, Herzoginstube, Palas oder Kapelle des Schlosses statt. Das Konzept stammt von den Kunsthistorikern Simona Schellenberger und Dirk Welich.

## Exponate
Insgesamt zeigte die Ausstellung über 300 Exponate.  Darunter hochkarätige Schriftstücke aus der Zeit der Reformation, wie z. B. die Heiratsurkunde von 1505 von Herzog Georg für seinen Sohn Johann und Landgraf Wilhelm II. von Hessen für seine Tochter Elisabeth von Sachsen aus dem Sächsischen Staatsarchiv – Hauptstaatsarchiv  Dresden, oder von Felicitas von Selmenitz mit illustrativen Randbemerkungen verzeichnete Lutherbibeln aus der Marienbibliothek in Halle. Außerdem wurden u. a. Gemälde und Grafiken von Lucas Cranach d. Ä. und der Cranach-Werkstatt sowie von Israhel van Meckenem, und Georg Pencz gezeigt, die von nationalen und internationalen Kunstsammlungen ausgeliehen wurden, wie z. B. aus der Bayerischen Staatsgemäldesammlungen München, dem Schloss Huis Bergh im niederländischen s‘Heerenberg. Der Fondation Bemberg in Toulouse.
Neben Exponaten aus der Zeit der Reformation schaffte es die Ausstellung mit Hilfe zeitgenössischer Kunstwerke, z. B. eines Wandteppich  „Fünf Tugenden“ von Margret Eicher und den Einsatz medialer Techniken, wie Trickfilmanimationen und augmented reality, den aktuellen gesellschaftlichen Debatten über Geschlechterrollen und Geschlechterverhältnisse Stand zu halten.

## Begleitpublikation
Parallel zur Ausstellung erschien eine reich bebilderte, 120-seitige Begleitpublikation, die im Auftrag der Staatlichen Schlösser, Burgen und Gärten Sachsen gGmbH herausgegeben wurde (siehe Literatur). Er enthält neben Vorworten und einem einführenden Essay der Kuratoren Schellenberger und Welich, 15 Essays, die u. a. von Kunsthistorikern, Historikern, Kirchenhistorikern verfasst und mit Bildern aus der Ausstellung bebildert wurden.